# Об истолковании (Аристотель)

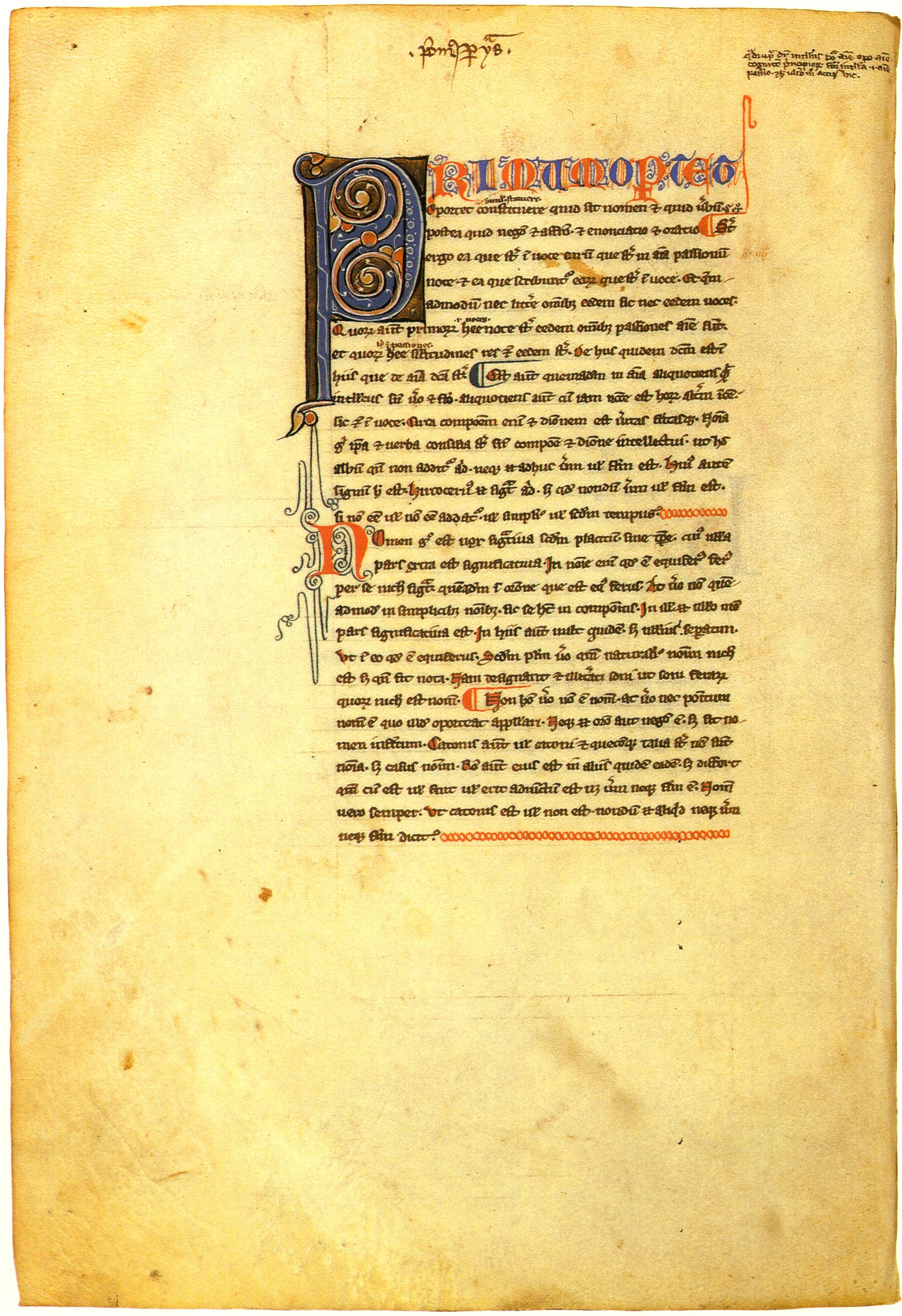
Латинский перевод «Об истолковании» Аристотеля

«Об истолковании» (др.-греч. Περὶ Ἑρμηνείας, лат. De interpretatione) — второй текст Органона Аристотеля, относящийся к разряду логических сочинений. Датировка сочинения относится к 355 г. до н. э. В трактате впервые употреблен термин герменевтика. Текст состоит из 14 глав.
В IV веке Гай Марий Викторин перевёл сочинение на латынь под заголовком «De Interpretatione», в VI веке был осуществлён перевод на армянский язык. Первый перевод сочинения на русский язык выполнен в 1891 году.

## Содержание
Аристотель утверждает, что мысль (греч. νόημα) не является истинной или ложной до тех пор, пока ей не приписали предикат существования. Имя (греч. ὄνομα) он определяет как «звукосочетание с условленным значением» (греч. φωνὴ σημαντικὴ). Поэтому имя представляет собой знак (греч. σύμβολον). Имена даются не от природы, а от соглашения. Глагол (греч. ῥῆμα) помещает предмет из области умозрения во время. Далее Аристотель повествует об утверждении и отрицании, а также о общих понятиях («человек») и единичных («Каллий»). В этом трактате Аристотель формулирует один из законов логики: «противоположные [высказывания] не могут быть вместе истинными»